# Régulation par la tétracycline
La régulation par la tétracycline est une méthode d'expression génique inductible dans laquelle la transcription est activée ou désactivée de manière réversible en présence de l'antibiotique tétracycline ou l'un de ses dérivés (doxycycline). 

## Tet-Off et Tet-On
Les systèmes d'expression inductible les plus utilisés dans la recherche en biologie cellulaire sont appelés Tet-Off et Tet-On. Le système Tet-Off contrôlant l'expression de gènes d'intérêt dans des cellules de mammifères a été développé par les professeurs Hermann Bujard et Manfred Gossen à l'Université de Heidelberg et a été publié pour la première fois en 1992. 
Le système Tet-Off se base sur l'utilisation de la protéine transactivatrice de la tétracycline (tTA), qui est créée en fusionnant la protéine TetR (répresseur de la tétracycline) trouvée chez la bactérie Escherichia coli avec le domaine activateur de la protéine VP16 trouvée dans le virus de l'herpès.
La protéine tTA ainsi obtenue est capable de se lier à l'ADN sur une séquence opératrice TetO spécifique. Dans la plupart des systèmes Tet-Off, plusieurs répétitions des séquences TetO sont placées sous le contrôle d'un promoteur minimal tel que le promoteur CMV. Les séquences TetO couplées au promoteur minimal sont appelées élément de réponse à la tétracycline (TRE) et répondent à la liaison de la protéine transactivatrice de la tétracycline (tTA) en causant une augmentation de l'expression du gène mis sous contrôle du promoteur. 
Le système Tet-On fonctionne de manière similaire mais opposée au système Tet-Off. Alors que dans le système Tet-Off la protéine tTA est capable de se lier à l'opérateur seulement si elle n'est pas liée à la tétracycline ou à l'un de ses dérivés, dans un système Tet-On, la protéine rtTA n'est capable de se lier à l'opérateur que si elle est liée à une tétracycline. Le système Tet-On est parfois préféré au système Tet-Off pour sa réponse plus rapide. 